# AMC Javelin
AMC Javelin — автомобиль американской марки AMC с передним расположением двигателя и задним приводом.
Дизайн автомобиля был спроектирован Диком Тигом.
Автомобиль был доступен во многих комплектациях оборудования и с разными двигателями, от экономичных Pony до мощных Muscle car. В дополнение к основным сборочным цехам в городе Кеноша, штата Висконсин. Javelin имел крупноузловую сборку по лицензии в Германии, Мексике, Венесуэле, а также Австралии и продавался по всему миру.
Автомобиль стал ответом American Motors на конкурирующие разработки аналогичного размера от Chrysler, Ford и General Motors.

## Первое поколение 1968—1970

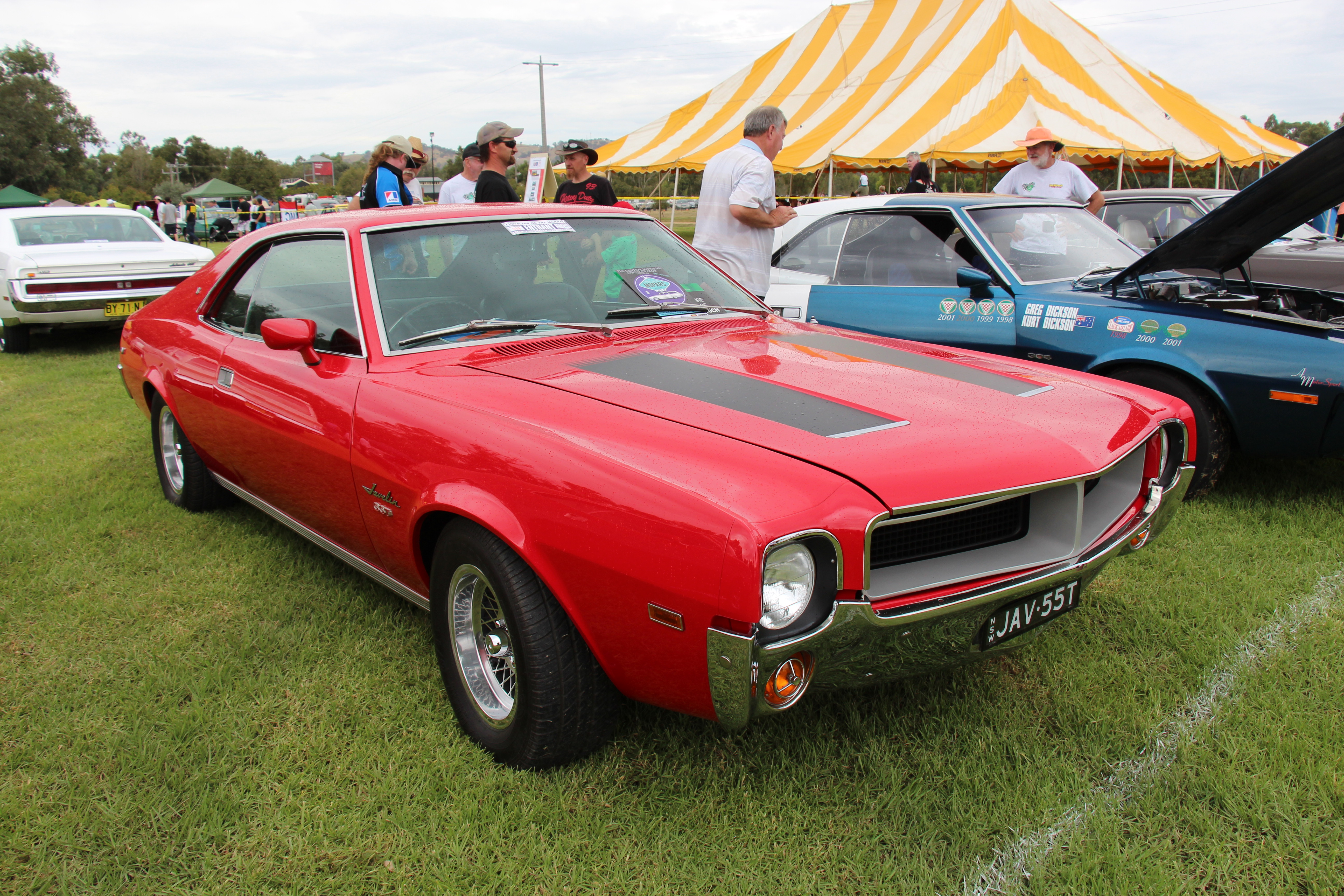
1968 AMC Javelin SST Hardtop

AMC Javelin I-го поколения был представлен в августе 1967 года.
Модель Javelin разрабатывалась как пони-кар среднего размера, на смену модели Marlin.
Автомобиль включал в себя несколько инноваций в области безопасности, включая внутренние стойки лобового стекла, которые были «первым применением в отрасли стекловолоконной защитной прокладки», и встроенные вровень ручки дверей в виде лопастей. Для соответствия стандартам безопасности Национальной администрации безопасности дорожного движения (NHTSA) были установлены внешние боковые габаритные фонари, трехточечные ремни безопасности и подголовники для передних сидений. Интерьер был лишен яркой отделки, чтобы помочь уменьшить отражение бликов от различных источников света.

## Второе поколение 1971—1974
Второе поколение модели Javelin претерпело значительные изменения по сравнению со своим предшественником.
AMC Javelin был рестайлинговым для модельного года 1971 года. Он следовал трендам сегмента пони-каров к «более крупным, более мощным автомобилям». Дизайн «Javelin, выглядящий как в 1980-х», был специально сделан, чтобы придать спортивному автомобилю «индивидуальность». Этим решением даже был риск отпугнуть некоторых покупателей".

## 1971
Дизайн AMC Javelin второго поколения включал в себя встроенный спойлер на крыше и скульптурные выступы крыльев.
Дизайн в целом стал более агрессивным.

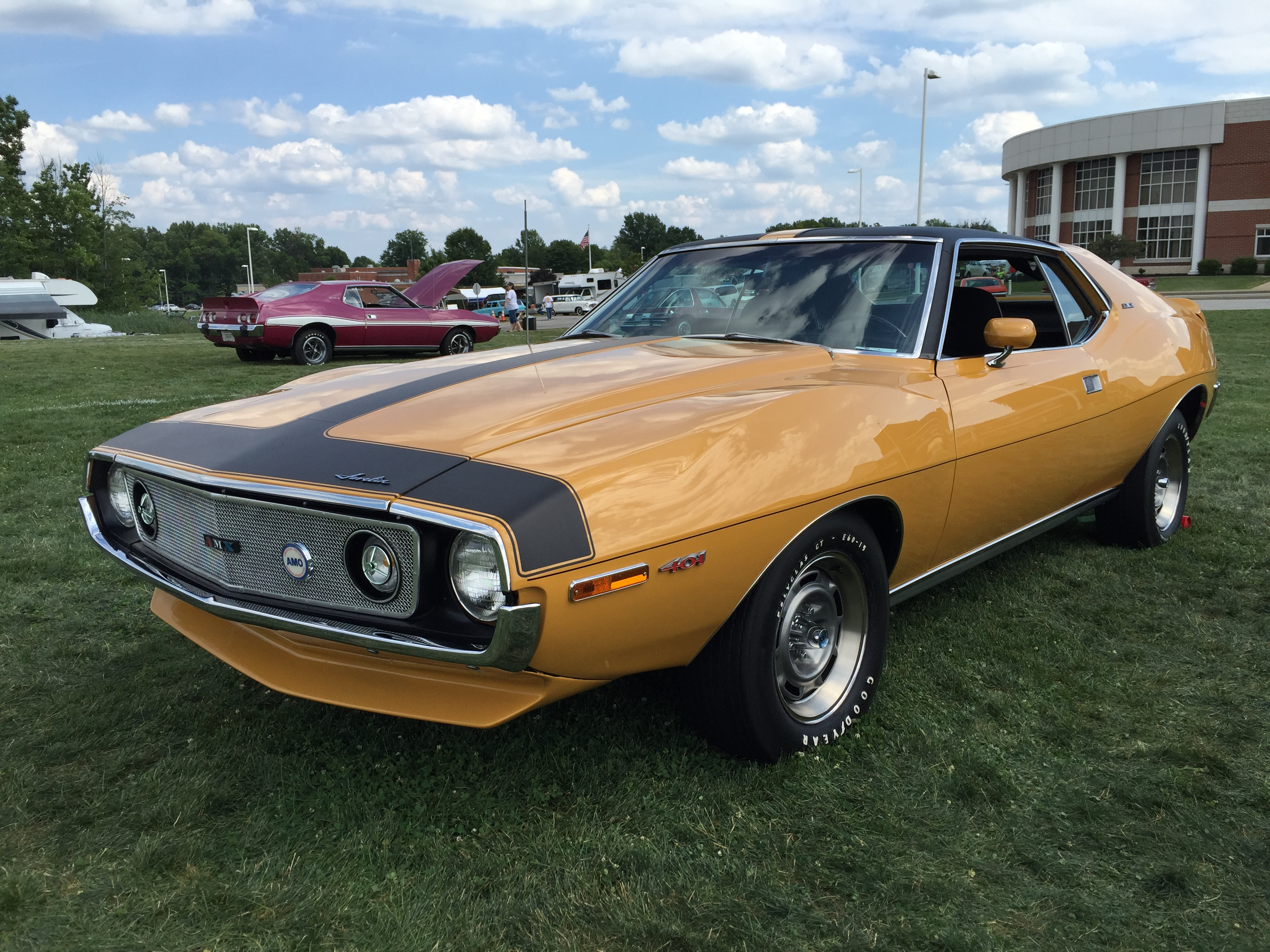
Джавелин 1971 модельного года

СМИ отмечали передние крылья (изначально разработанные для размещения гоночных шин увеличенного размера), которые 
«Выпирают вверх и наружу на этом персональном спортивном автомобиле, заимствуя линии у гораздо более дорогого Шевроле Corvette»
Было доступно три модели: Javelin, SST и AMX и Базовой комплектации. Начиная с 1971 модельного года, AMX больше не была отдельной двухместной линейкой. Она превратилась в премиальную высокопроизводительную версию Javelin. Базовая версия включала обитые винилом ковшеобразные сиденья в четырех цветах, полное ковровое покрытие, дверные панели со встроенными подлокотниками и полоски по всей длине кузова. Модель SST включала дополнительные яркие молдинги и полноразмерные колпаки колес. Интерьер отличался улучшенной обивкой, имитацией отделки из орехового дерева на приборной панели и дверных панелях, спортивным рулевым колесом и другими усовершенствованиями.
В дополнение к стандартному двигателю V8 объемом 360 куб. дюймов (5,9 л), AMX включал в себя внутреннюю отделку, переделанную под двигатель, спортивную консоль, двойные наружные зеркала заднего вида, задний спойлер, спицевые диски 14x6 дюймов с шинами E70x14 из стекловолокна с рельефными белыми буквами, усиленное сцепление и уникальную решетку радиатора. Единственным обновлением шин для AMX были E60x15 с рельефными белыми буквами и 15-дюймовыми дисками в стиле «слот».
На новую модель предлагали выбор двигателей и трансмиссий, включая 232 куб. дюйма (3,8 л) I6 до 401 куб. дюйма (6,6 л) V8 с одним четырехкамерным карбюратором и высокой степенью сжатия 9,5:1, мощностью 330 л. с. (335 л. с.; 246 кВт) при 5000 об./мин и крутящим моментом 430 фунт-футов (583 Н·м) при 3400 об./мин с кованым стальным коленчатым валом и шатунами, рассчитанными на 8000 об./мин. Четырехступенчатая механическая коробка передач BorgWarner T-10 поставлялась с напольным переключателем передач Hurst.

## 1972

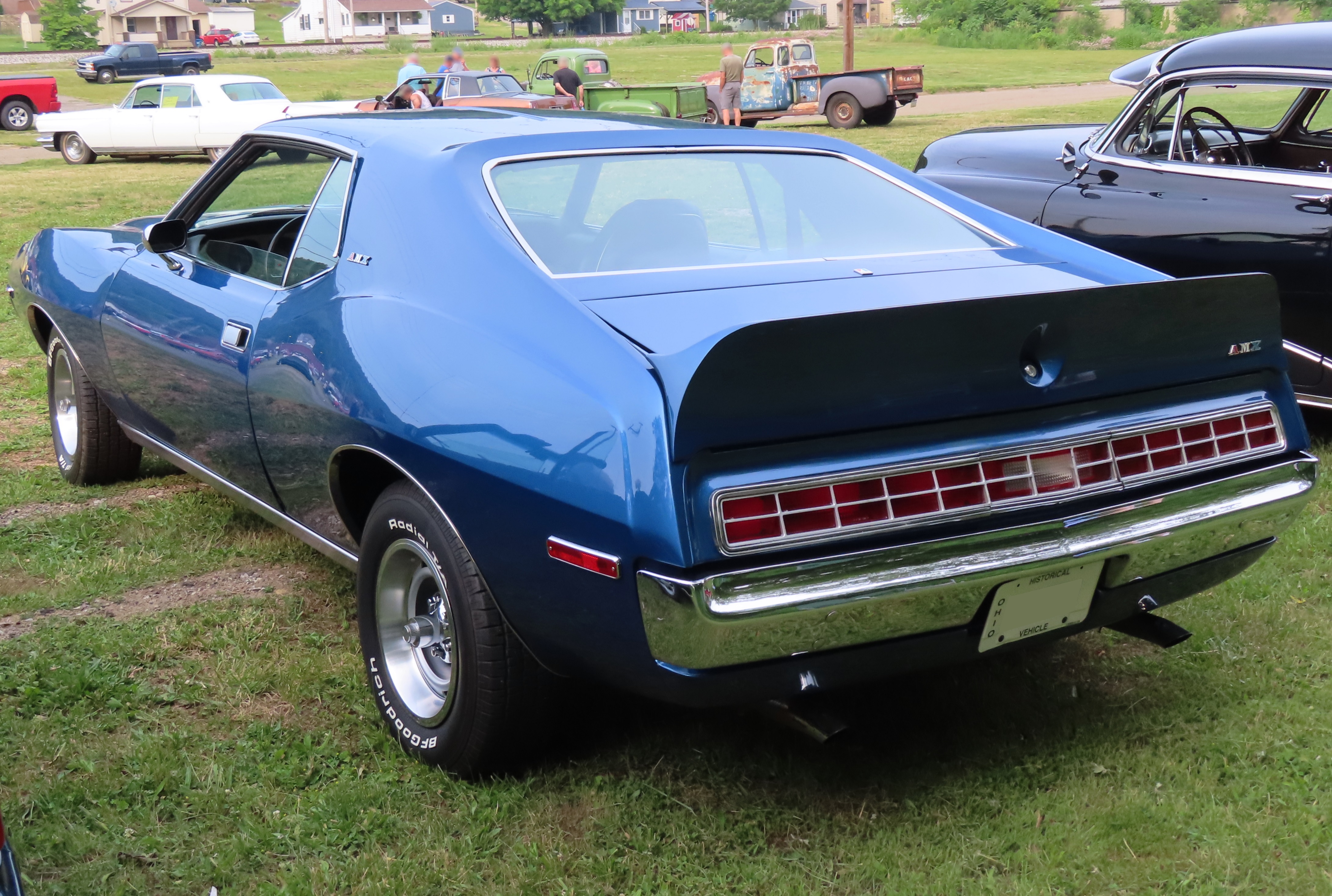
AMC Javelin 1972 года вид сзади

Модель AMC Javelin 1972 года выпуска имела новый дизайн передней решетки радиатора в виде «яичной решётки», и хромированной накладкой над задними фонарями во всю ширину. Версия AMX продолжала использовать решетку радиатора вровень. На эту модель компания предлагала 15 цветов кузова с дополнительными окрасом боковых полос.
Модель оснастили более комфортабельными деталями салона.
Данный автомобиль достиг рекордных продаж. На него включалась инновационная гарантия под названием «План защиты покупателя» для поддержки продукции AMC.
Для авторынка США это был первый случай, когда автопроизводитель гарантировал отремонтировать что-либо неисправное в автомобиле (кроме шин) в течение года и если пробег составлял 12 000 миль (19 000 км).
Владельцам был предоставлен бесплатный номер телефона сервиса AMC, а также бесплатный автомобиль для подмены во временное пользование, если ремонт их автомобиля занимал больше одного дня.

Один из владельцев авто сказал. 

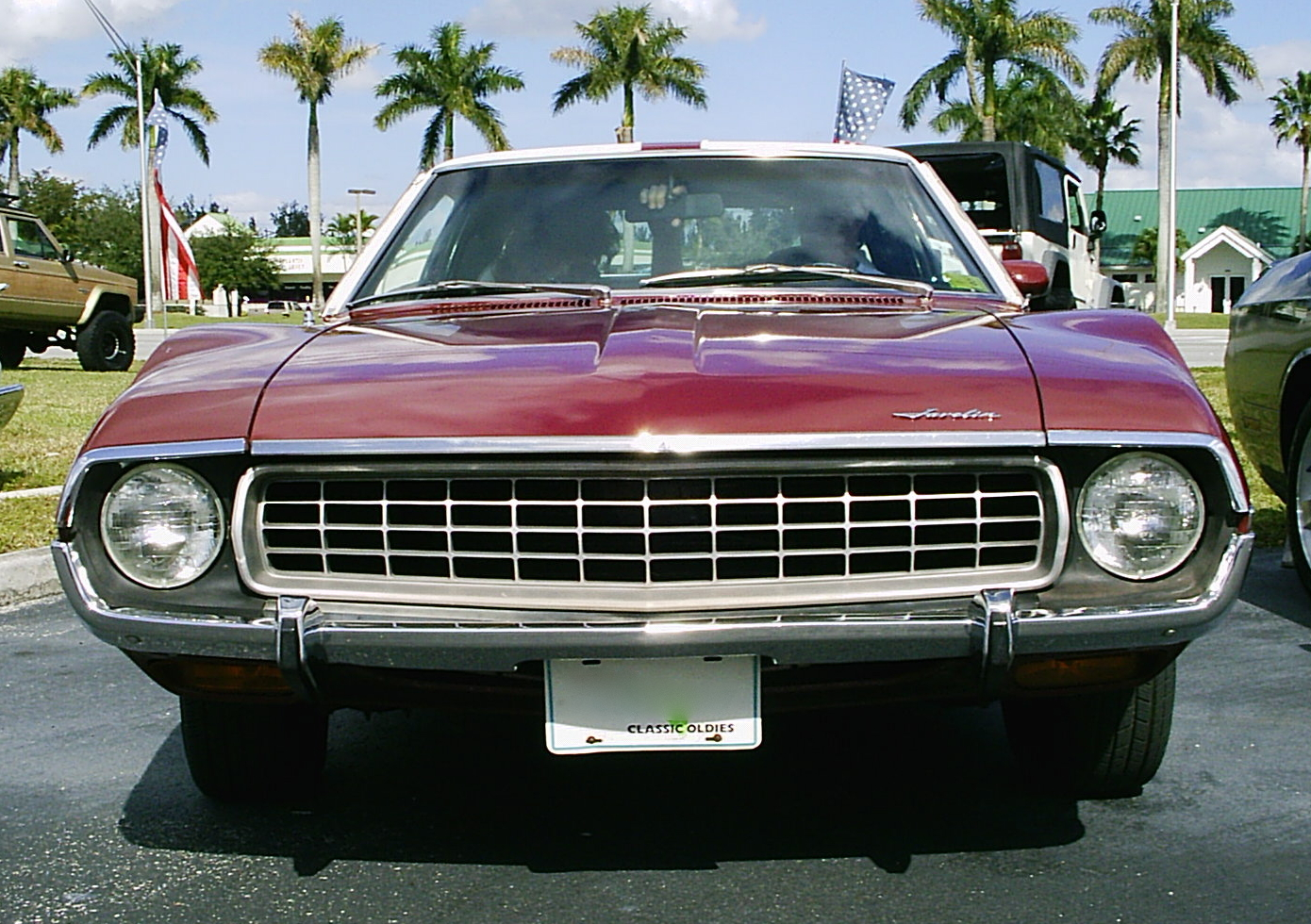
Вид Решетки радиатора на моделе 1972 года

"Несмотря на «отличные и похвальные ходовые качества Javelin, он так и не смог сравниться с конкурентами на арене продаж. В первую очередь потому, что у небольшого независимого автопроизводителя не было репутации и влияния, чтобы конкурировать с GM, Ford и Chrysler»

### Дизайн от Пьера Кардена
В течение двух модельных лет 1972—1973 гг было выпущено в общей сложности 4152 Javelin с уникальным дизайном интерьера от модельера Пьера Кардена. Официальной датой старта продаж было 1 марта 1972 года. Дизайн представляет собой плиссированные красные, сливовые, белые и серебряные полосы на черном фоне. Шесть разноцветных полос из нейлоновой ткани с устойчивым к пятнам силиконовым покрытием идут от передних сидений, вверх по дверям, на обшивку потолка и вниз к задним сиденьям. Chatham Mills изготовила ткань для лицевых поверхностей сидений. Герб Кардена появился на передних крыльях. Рекомендуемая розничная цена опции на период 1972-73 года составляла 84,95 доллара. В журнальной статье 2007 года дизайн был описан как «самый смелый и диковинный» в своем роде.

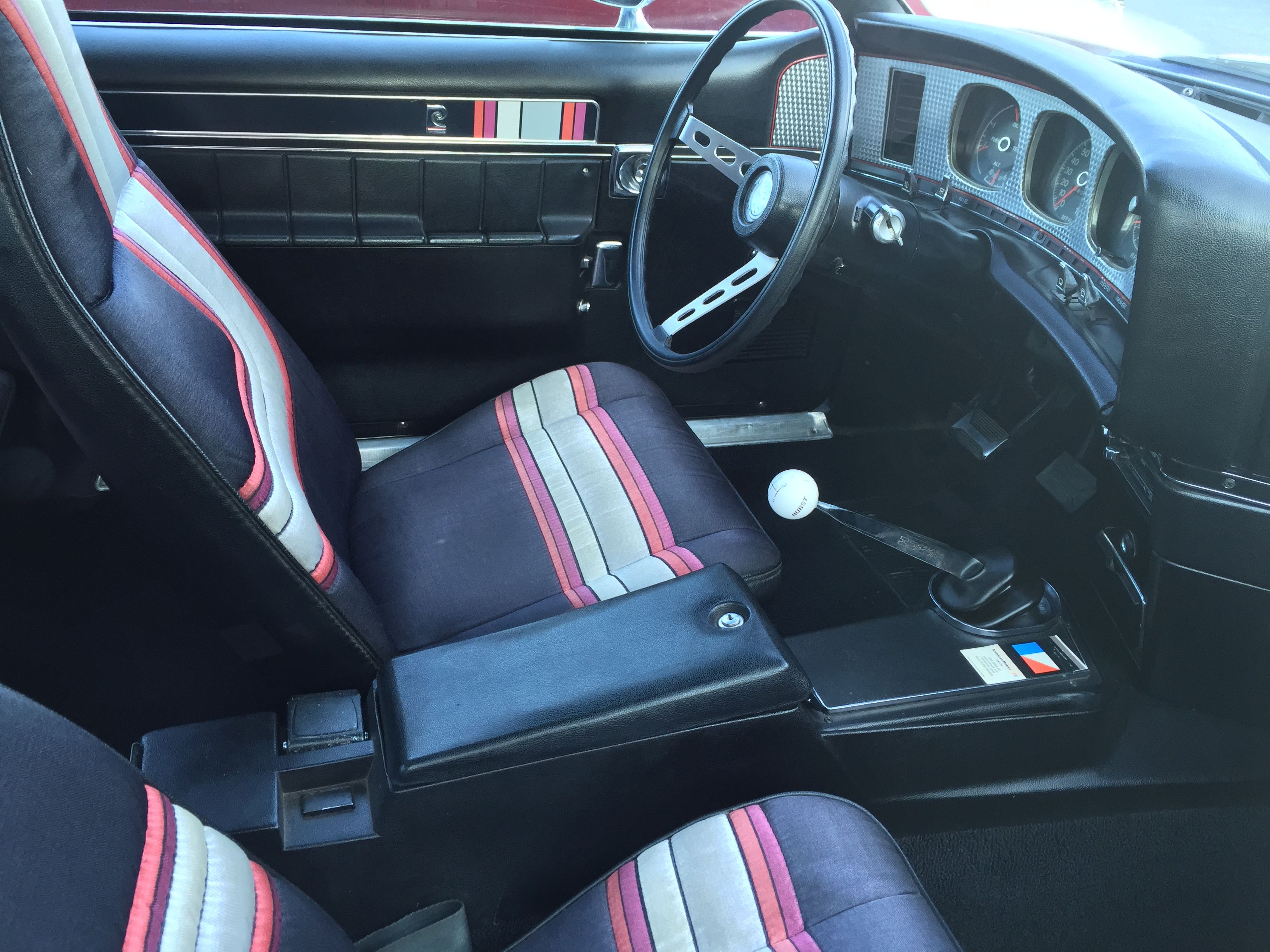
Салон AMC Javelin с дизайном От Пьера Кардена

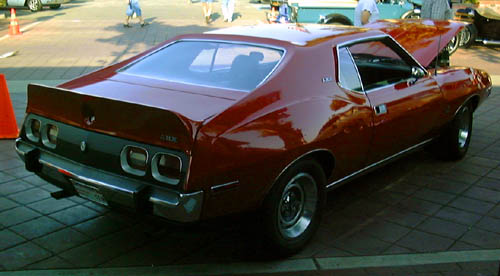
AMC Javelin с дизайном от П.Кардена внешний вид

## 1973
Производство Javelin в 1973 модельном году составило 30 902 штук, включая 5 707 единиц автомобилей комплектации AMX.
Все двигатели были оснащены новыми системами контроля выбросов.
Двигатель V8 объемом 401 куб. дюйм (6,6 л) 1973 года выпуска имел чистую мощность 255 л. с. (190 кВт; 259 л. с.) и достигал разгона от 0 до 60 миль в час за 7,7 секунд с максимальной скоростью 115,53 миль в час (185,93 км/ч), несмотря на четырехместный размер и вес автомобиля.
Передние сиденья «Turtle Back» которые были на моделях 1970—1972 годов были заменены на более тонкие, легкие и удобные, которые обеспечивали больше места для ног пассажиров на задних сиденьях.
Двери также упрочнили, чтобы соответствовать заданым, на то время новым стандартам безопасности Национальной администрации безопасности дорожного движения США (NHTSA), которые должны были выдержать удар в 2500 фунтов (1134 кг) для первых 6 дюймов (152 мм)

Автопроизводитель продвигал улучшенное качество продукции с помощью рекламной кампании, в которой подчеркивалось:
«Мы поддерживаем их лучше, потому что мы производим их лучше». 
Денежная прибыль за год достигла рекордного максимума.

## 1974

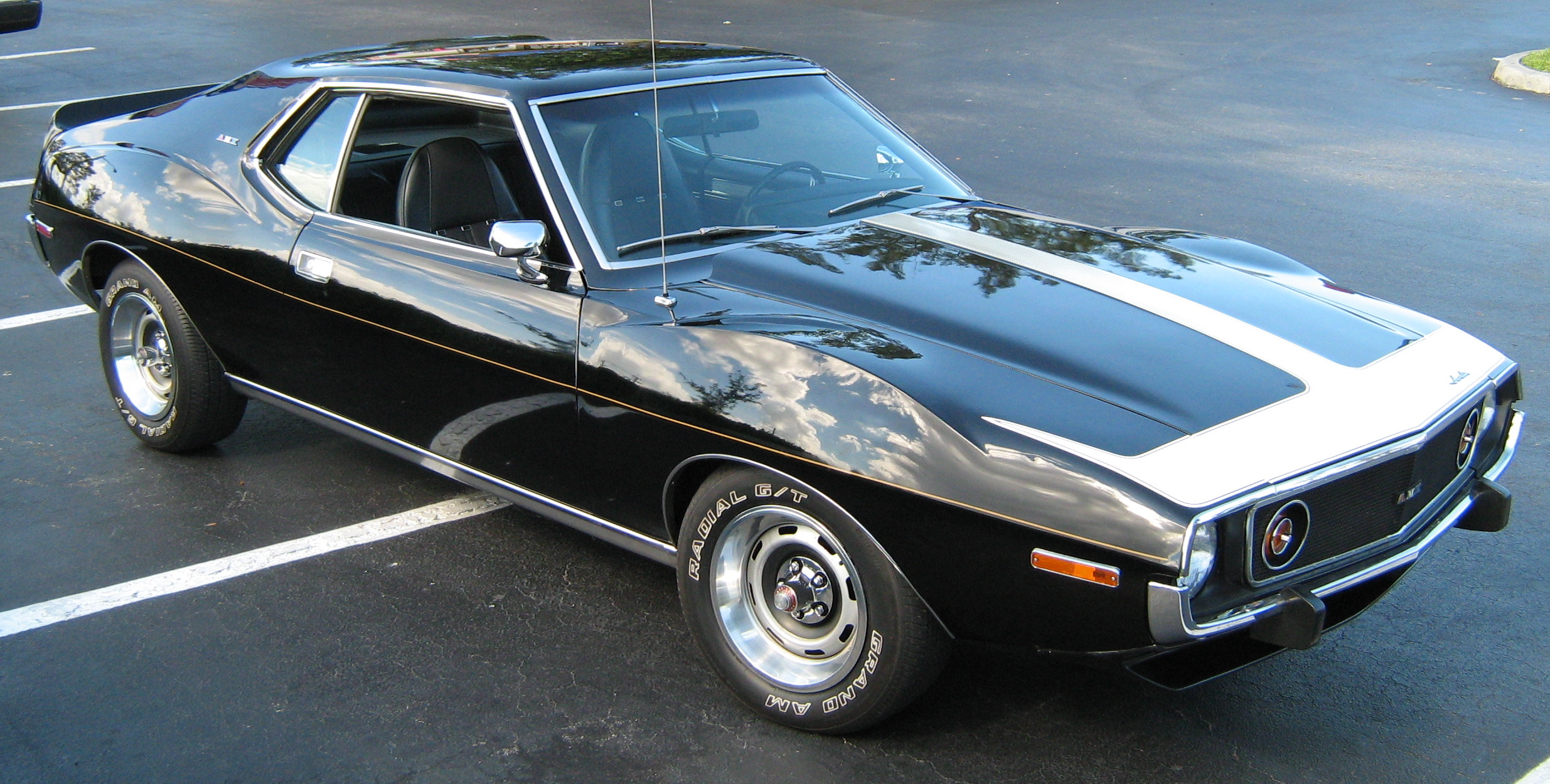
AMC Javelin AMX 1974

Javelin 1974 года выпуска не модернизировали из-за дороговизны, было подсчитано, что это выйдет дороже чем производство модели AMC Матадор.
Это ярко продемонстрировала реализация в 17.000 автомобилей показала что вкладывать средства не целесообразно.
К 1974 году автомобильный рынок претерпел изменения. К середине года в Chrysler отказались от рынка пони-каров. В то же время как Ford заменил свою оригинальную модель Mustang на меньшую четырехцилиндровую версию, а другие производители пони-каров также уменьшили размер двигателей, опция большого двигателя Javelin продолжалась до тех пор, пока производство модели не закончилось в октябре-ноябре 1974 года на фоне арабского нефтяного эмбарго и общего снижения интереса к высокопроизводительным автомобилям.
AMX второго поколения были первыми пони-карами, которые использовались американскими правоохранительными органами как стандартный автомобиль для служебных обязанностей.

## В культуре
В сериале Лучше звоните Солу на автомобиле AMC Javelin AMX 1973-го года выпуска ездил персонаж сериала Игнасио Варга.